# Ashley Blue
Ashley Blue (ur. 8 lipca 1981 w Thousand Oaks) – amerykańska osobowość radiowa, pisarka, była aktorka i reżyserka filmów pornograficznych. W 2013 została wprowadzona do alei sław Hall of Fame AVN Award, a w 2021 znalazła się na liście finalistów alei sław Hall of Fame XRCO Award. Od listopada 2013 prowadziła własny program w Vivid Radio i pisała artykuły dla magazynu „Hustler”.

## Wczesne lata
Urodziła się w Thousand Oaks w stanie Kalifornia w hrabstwie Ventura. Jej rodzina była pochodzenia chińskiego, angielskiego i irlandzkiego. Jej przodkami byli także Komancze.

## Kariera
W 2002, w wieku 21 lat rozpoczęła karierę w branży porno. W marcu 2004 podpisała trzyletni kontrakt z JM Productions, występując w serii Girlvert. Kontrakt zakończył się 14 lutego 2007.
W 2003 pozwała byłego chłopaka i byłą gwiazdę filmów dla dorosłych, Trenta Tesoro, w jednym z odcinków Judge Mathis. W 2004 otrzymała nagrodę AVN Award w kategorii „Wykonawczyni roku” i „Najlepsza scena samych dziewczyn” w The Violation of Jessica Darlin (2003). W 2005 odebrała AVN Award w kategorii „Najlepsza aktorka drugoplanowa”, a także zdobyła w kategorii „10 najpopularniejszych scen ze scenami porno samych dziewczyn” w filmie Violation of Audrey Hollander (2004) z Audrey Hollander, Brodi, Gią Paloma, Kelly Kline i Tylą Wynn.
Pojawiła się w Barely Legal Summer Camp 1 (2003) i komedii erotycznej Jima Wynorski Busty Cops 2 (2006) jako biolog morza.
Wystąpiła w Inside the Porn Actors Studio: Ashley Blue (2006), odcinku serialu telewizyjnego Howarda Sterna Howard Stern on Demand. Użyczyła także głosu w kreskówce Three Thug Mice.
Gościła w filmach dokumentalnych: Porno Valley (2004), The New Erotic: Art Sex Revolution (2011) i X-Rated 2: The Greatest Adult Stars of All Time! (2016).
16 czerwca 2011 Museum of Porn in Art w Zurychu otwarto wystawę portretów malowanych akrylem na płótnie autorstwa szwedzkiego artystę Karla Backmana, z którym współpracowała.
W 2011 ukazała się książka Girlvert: A Memoir by Oriana Small wydana przez niezależnego wydawcę A Barnacle Book & Record z Los Angeles.
W 2012 była nominowana do AVN Award w kategorii „Crossoverowa gwiazda roku”.

## Życie osobiste
30 lipca 2009 wyszła za mąż za fotografa Davida F. Nazworthy, znanego jako Dave Naz.

## Publikacje
- Oriana Small: Girlvert: A Porno Memoir. A Barnacle Book, 2011. ISBN 978-0-9825056-3-2.

## Nagrody i wyróżnienia
| Rok  | Nagroda    | Kategoria                                       | Film                                     | Inni wykonawcy                                               |
| ---- | ---------- | ----------------------------------------------- | ---------------------------------------- | ------------------------------------------------------------ |
| 2003 | XRCO Award | Kremowy sen                                     | –                                        | –                                                            |
| 2004 | AVN Award  | Wykonawczyni roku                               | –                                        | –                                                            |
| 2004 | XRCO Award | Wykonawczyni roku                               | –                                        | –                                                            |
| 2005 | AVN Award  | Najlepsza aktorka drugoplanowa - wideo          | Adore (2004)                             | –                                                            |
| 2005 | AVN Award  | Najlepsza scena seksu samych dziewczyn - wideo  | The Violation of Audrey Hollander (2004) | Audrey Hollander, Gia Paloma, Tyla Wynn, Brodi i Kelly Kline |
| 2005 | XRCO Award | Najlepsza w scenach seksu dziewczyna/dziewczyna | The Violation of Audrey Hollander (2004) | –                                                            |
| 2007 | AVN Award  | Najbardziej dziwna scena seksu                  | Meat is Murder (2006)                    | Amber Wild i Steven French                                   |
| 2013 | AVN Award  | Hall of Fame (Aleja Sław)                       | –                                        | –                                                            |
| 2021 | XRCO Award | Hall of Fame (Aleja Sław)                       | –                                        |                                                              |